# ألبرت إرنست فينلي
ألبرت إرنست فينلي هو سياسي كندي، ولد في 24 أغسطس 1870، وتوفي في 4 أكتوبر 1923. نشط حزبياً في Unionist Party (Canada) ‏. وقد انتخب عضو مجلس العموم الكندي.